# Dave Brubeck
David Warren (Dave) Brubeck (Concord (Californië), 6 december 1920 – Norwalk (Connecticut), 5 december 2012) was een Amerikaans jazz-pianist en -componist. Hij wordt algemeen beschouwd als een van de belangrijkste exponenten van de westcoastjazz, het type cooljazz zoals het gespeeld werd aan de westkust van de Verenigde Staten. Veel van zijn composities zijn jazzstandards geworden, waaronder "In Your Own Sweet Way", "Unsquare Dance" en "The Duke". Brubecks stijl varieerde van verfijnd tot bombastisch en weerspiegelt zowel de klassieke opleiding van zijn moeder als zijn eigen improvisatievaardigheden. Zijn muziek staat bekend om het gebruik van onregelmatige maatsoorten, polytonaliteit, polyritmiek en polyfonie. Door zijn studies bij Darius Milhaud en Arnold Schönberg komen zijn harmonisaties zeer dicht bij die van de dodecafonisten. Zijn harmonieën zijn een bron van inspiratie geweest voor latere musici als Cecil Taylor, een van de pioniers van de freejazz.
Brubeck experimenteerde gedurende zijn hele carrière met maatsoorten en nam "Unsquare Dance" op in 74-maat, "World Fair" in 138- en "Blue Rondo à la Turk" in 98-maat. Brubeck was tevens componist van balletmuziek en religieuze muziek en schreef soundtracks voor televisie, zoals voor Mr. Broadway en de miniserie This is America, Charlie Brown.

## Biografie
Brubeck was voorbestemd om de ranch van vader Pete over te nemen. Zijn oudere broers Howard (geboren in 1916) en Henry (geboren in 1910) waren de muziek in gegaan: Henry was drummer bij de band van Gil Evans en Howard studeerde compositie en was bezig zich te settelen als leraar muziek. Na een korte studie diergeneeskunde van een jaar, besloot ook Dave muziek te gaan studeren.
Brubeck kreeg de eerste muzieklessen van zijn moeder, Elizabeth Ivey, die piano had gestudeerd bij Myra Hess. Naast piano kreeg hij ook celloles. In 1941 en 1942 leidde hij zijn eerste band bestaande uit 12 leden, College of Pacific. Brubeck studeerde compositie aan het Mills College in Oakland bij Darius Milhaud en tijdens zijn dienstplicht heel kort bij Arnold Schönberg. In 1944 leidde hij een band in Europa voor het ondersteunen van de troepen. Na de oorlog studeerde hij verder bij Darius Milhaud. In 1946 formeerde hij zijn eerste Octet samen met Cal Tjader. In 1949 zette hij zijn pianostudie voort en richtte een trio op met Cal Tjader en Ron Crotty dat hij in 1951 uitbreidde tot een kwartet, het Dave Brubeck Quartet, dat tot 1967 vrijwel ongewijzigd bleef en daarmee samen met het Modern Jazz Quartet het langst bestaande combo uit de jazzgeschiedenis is. Het kwartet kreeg door uitgebreide concerttournees over de hele wereld een enorme bekendheid en populariteit.
In 1954 was Brubeck al een jazzlegende. Hij stond in dat jaar op de omslag van Time, de tweede jazzmuzikant die deze eer te beurt viel (de eerste was Louis Armstrong op 21 februari 1949). Brubeck vond dat Duke Ellington er meer recht op had dan hij en was ervan overtuigd dat hij erop stond vanwege zijn witte huidskleur. Toen Duke Ellington op de deur van Brubecks hotelkamer klopte en hem het tijdschrift liet zien, zei Brubeck: "Jij had het moeten zijn."
Met het kwartet realiseerde Brubeck zijn idee om een synthese tot stand te brengen van kamermuziekjazz, de cooljazz, en de compositietechnieken die hij geleerd had bij Milhaud en Schönberg. Deze synthese van (moderne) jazz en concertante muziek is het handelsmerk geworden van Brubeck. In 1959 bracht Brubeck met zijn kwartet de legendarische lp Time Out uit, waarop hij zijn twee belangrijkste kenmerken demonstreert: schatplichtigheid aan de klassieke muziek en ritmische originaliteit. "Blue Rondo à la Turk" is een klassiek rondo met een knipoog naar Mozarts beroemde "Turkse rondo", het derde deel ('Alla Turca') van Sonate voor piano nr. 11 in A-majeur, KV 331. Brubeck speelt het rondo echter niet in 24-maat zoals Mozart doet, maar in een onregelmatige 98-maatsoort met accenten op tel 1, 3, 5 en 7 in plaats van op tel 1, 4 en 7. Het nummer "Take Five", een compositie van Paul Desmond, groeide uit tot een hit en werd het eerste jazznummer in de Amerikaanse top 100: van 11 september tot en met 27 november 1961 stond het nummer twaalf weken lang in de top 100 met als hoogste positie plaats 25. In 1976 vond er een groot reünieconcert plaats van het kwartet ter gelegenheid van het 25-jarig bestaan. Tijdens dit concert onderstreepte Brubeck nog eens zijn status als populairste en invloedrijkste artiest uit de cooljazz. In de jaren 70 en 80 trad Brubeck veelvuldig op met zijn zoons, Darius, Chris en Dan. Ook met zijn zoon Matthew, cellist, maakte Brubeck enkele cd's. Na het overlijden van Paul Desmond in 1977 trad Brubeck geregeld op met Bill Smith, Gerry Mulligan en Jerry Bergonzi.
Behalve vanwege hun eigen geluid was het Dave Brubeck Quartet (DBQ) ook baanbrekend door zijn multiraciale samenstelling. Hierdoor werd het DBQ in heel wat clubs in de Verenigde Staten niet toegestaan te spelen en vroegen tv-zenders voor opnames van optredens om de zwarte bassist Eugene Wright buiten beeld op te stellen, iets wat Brubeck altijd weigerde.
Tot op hoge leeftijd bleef Brubeck actief als pianist en als componist. In 2007 bracht hij zijn laatste solo-cd uit, Indian Summer, in 2008 werkte hij nog mee aan de cd Songs of Joy and Peace van Yo-Yo Ma, waarop hij samen met zijn zoon Matthew de nummers "Joy to the World" en "Concordia" speelt, en in 2011, op 91-jarige leeftijd, begeleidde hij Roberta Gambarini nog met zijn trio in de nummers "Some Day My Prince Will Come" en "Alice in Wonderland" op het album Everybody Wants to Be a Cat in 2011.
In 1980 bekeerde hij zich tot het katholicisme. "Ik heb me niet tot het katholicisme bekeerd, omdat er niets te bekeren viel. Ik werd gewoon lid van de katholieke kerk", gaf hij als commentaar. Brubeck stierf aan hartfalen, op 5 december 2012 in Norwalk, Connecticut, een dag voor zijn 92e verjaardag. Hij was op weg naar de cardioloog met wie hij een afspraak had en werd vergezeld door zijn zoon Darius. Een verjaardagsfeestje voor hem met familie en vrienden was al gepland.
Dave Brubeck trouwde in september 1942 met jazztekstschrijver Iola Whitlock; het paar was 70 jaar getrouwd, tot aan zijn dood in 2012. Iola stierf op 12 maart 2014 aan kanker in Wilton, Connecticut, op 90-jarige leeftijd. Het echtpaar kreeg zes kinderen. Vier van Brubecks kinderen zijn beroepsmusici geworden. Darius, de oudste, is pianist, producer, pedagoog en uitvoerend musicus. Hij is vernoemd naar Dave Brubecks mentor Darius Milhaud en geeft les op de Universiteit van Natal in Durban, Zuid-Afrika. Dan is drummer en percussionist, Chris is multi-instrumentalist en componist en Matthew, de jongste, is cellist en componist. De tweede zoon, Michael, overleed in 2009. Hij heeft veel teksten geschreven voor zijn vader ("Once When I Was Very Young"). Het zesde kind, Catherine, is de enige dochter en inspiratiebron voor "Kathy's Waltz" op het album Time Out uit 1959. Brubecks kinderen vergezelden hem vaak bij concerten en in de opnamestudio.

## Muziek en stijl

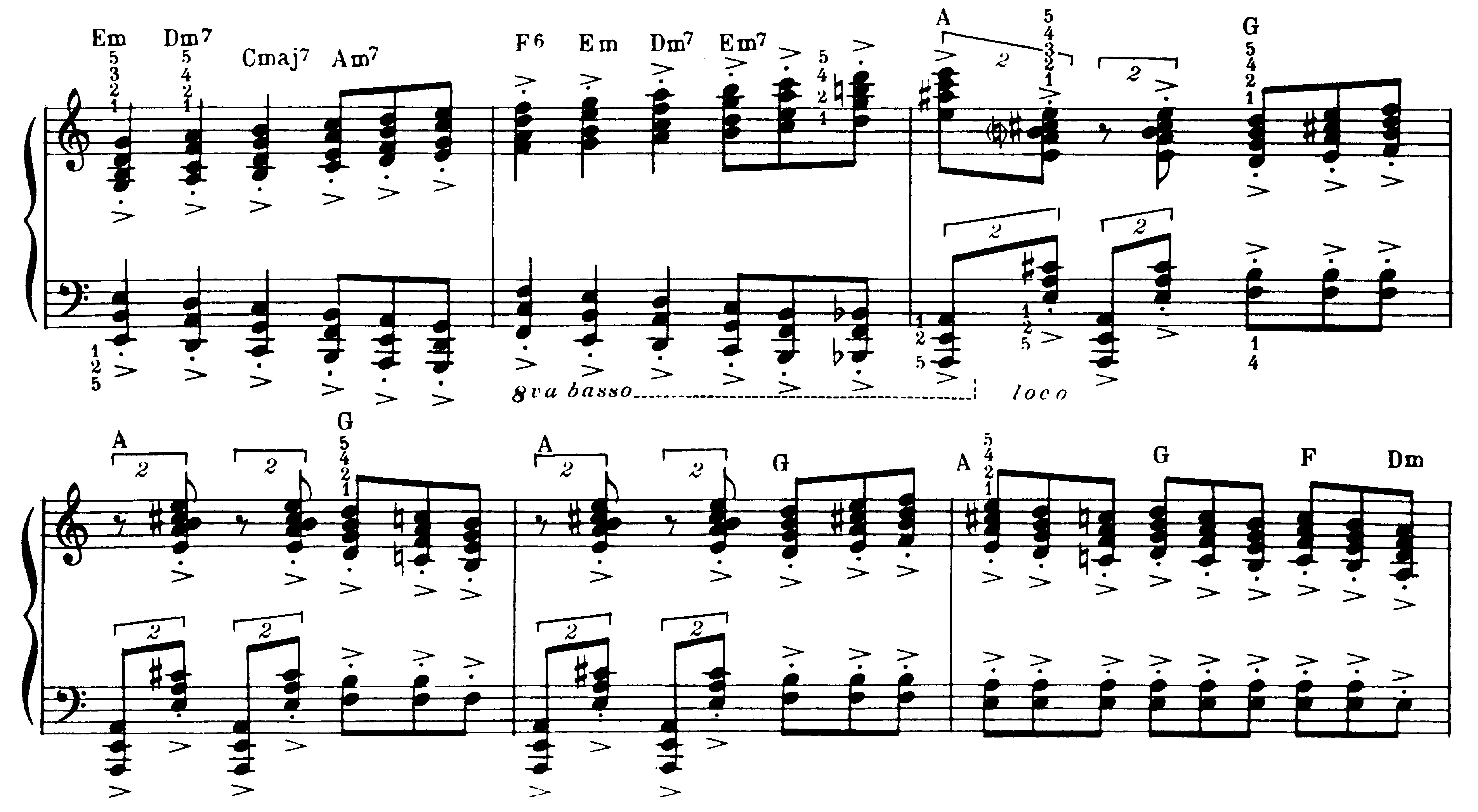
Blue Rondo a la Turk: opeenvolgende septiemakkoorden

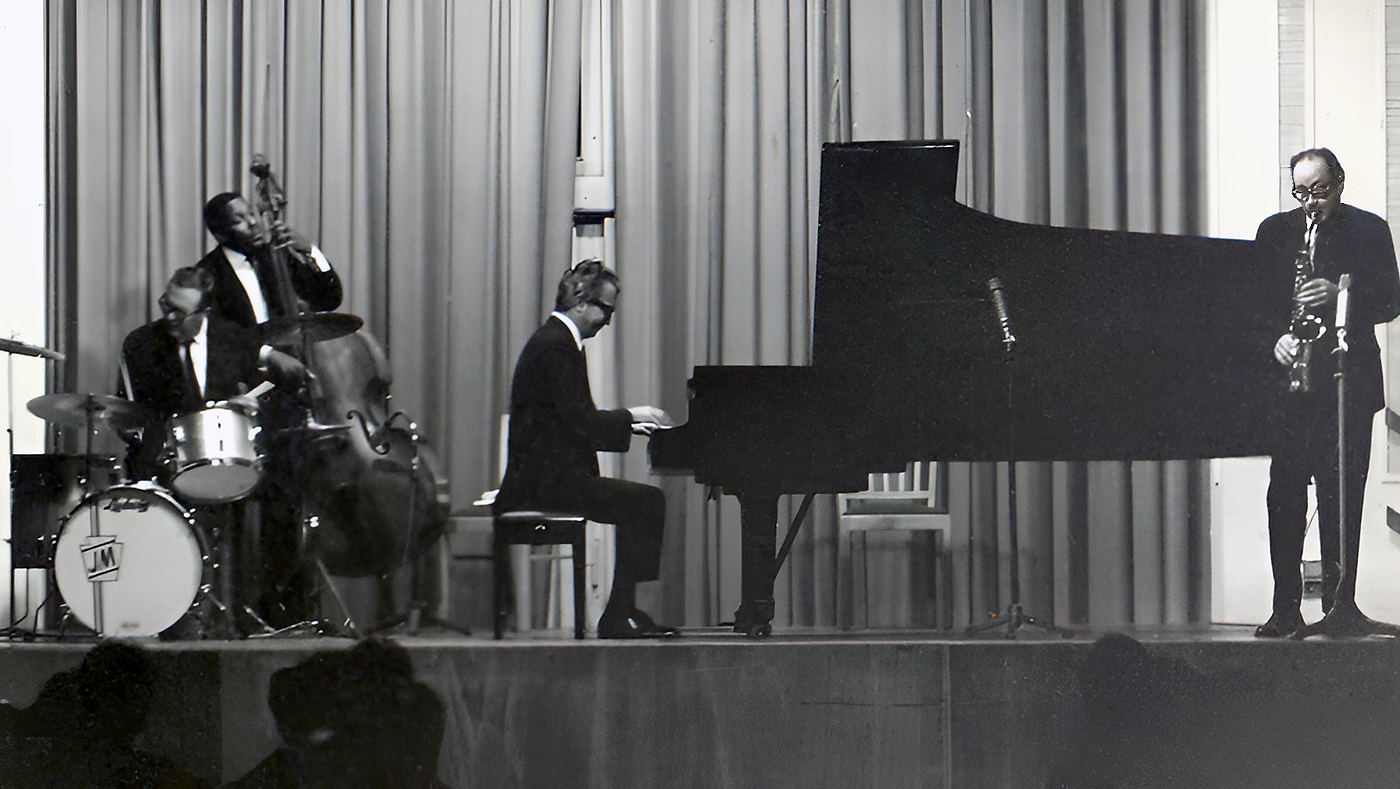
Optreden van The Dave Brubeck Quartet in 1967. Van links naar rechts: Joe Morello, Eugene Wright, Dave Brubeck en Paul Desmond.

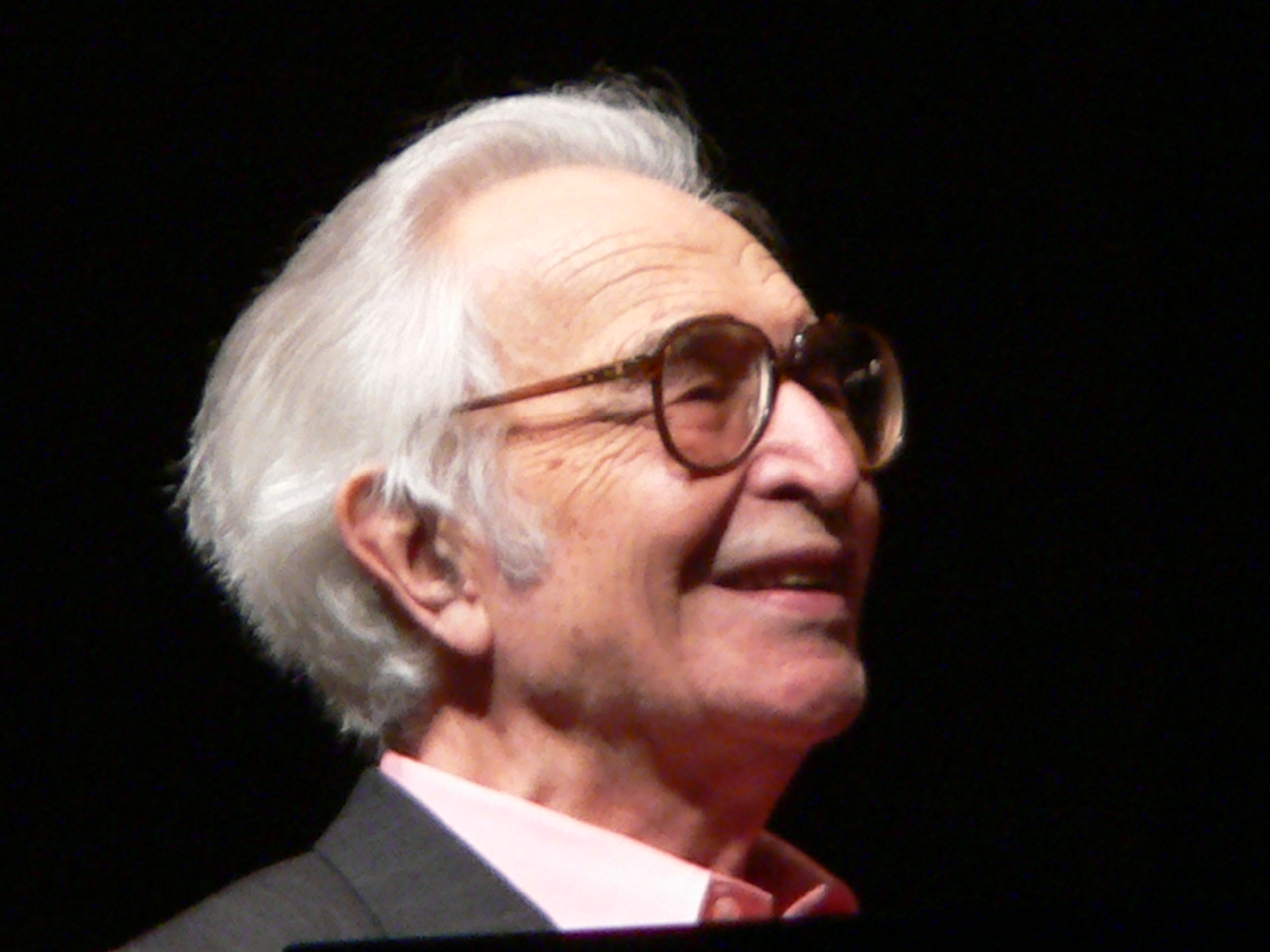
Dave Brubeck in Ludwigshafen (2005)

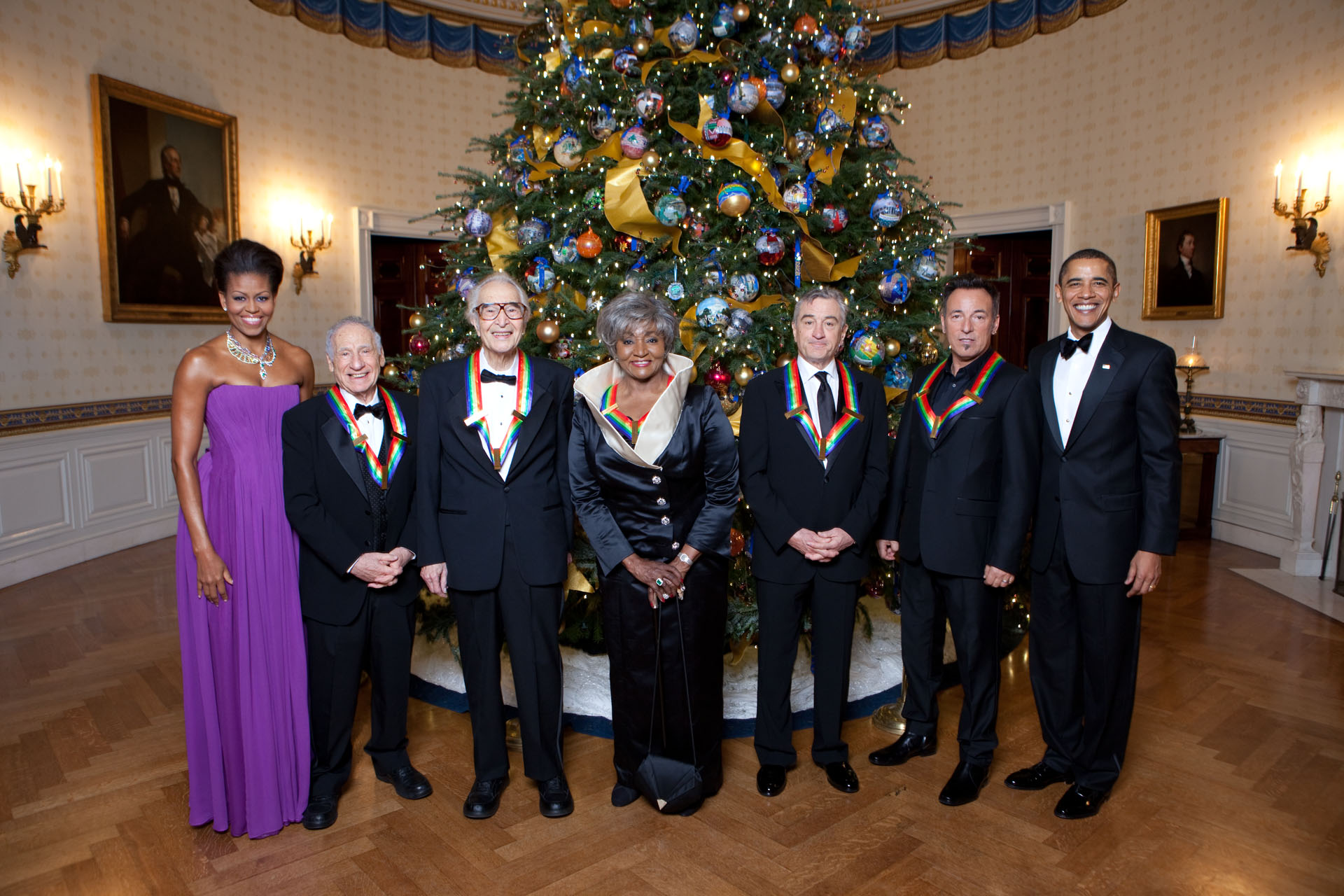
De Kennedy Center honorees van 2009 samen met Michelle en Barack Obama. Brubeck is de derde van links.

Brubeck kon lange improvisaties opbouwen tot een grote climax. Het lyrische en soms polyfone samenspel van Brubeck en Desmond is in de hele jazzgeschiedenis uniek. Wat Brubeck onderscheidt van veel andere jazzmuzikanten is zijn muzikale achtergrond. Dat is niet zoals bij Miles Davis en John Lewis, de andere twee pioniers van de cooljazz, de bebop, maar de klassieke muziek van Milhaud en Schönberg. Deze muzikale achtergrond maakte het Brubeck mogelijk de clichés van de bop uit de jaren 50 te vermijden en zo zijn eigen stijl te creëren met composities die uitblinken in originaliteit in zowel vorm, structuur als harmoniek. Zijn muziek doet een beroep op het intellect en de emotie van de luisteraar zonder sentimenteel te zijn en werd wereldwijd populair door grote tournees die hij met zijn kwartet heeft ondernomen. Brubecks vroege werk wordt het best vertegenwoordigd door het niet aflatend populaire album Time Out uit 1959 met daarop de hit "Take Five" van Paul Desmond. Het is de eerste keer dat een onregelmatige 54-maat in de jazz wordt gebruikt. Maar er staan meer nummers op het album die de gebruikelijke 44-maat in de jazz vermijden. Critici, die aanvankelijk vonden dat het pianospel van Brubeck niet swingt, begonnen tijdens zijn optredens op het Newport festival en het Concord Jazz festival in 1980 en 1982 het lyrische en het polyfone element in het spel van Brubeck te ontdekken en te waarderen.
Brubeck heeft sterk onder invloed gestaan van de barok (met als ijkpunt J.S. Bach), het impressionisme (met als ijkpunten Debussy en Ravel) en het neoclassicisme (met als ijkpunten Stravinsky en Prokofjev). In al zijn muziek, zowel zijn jazz als zijn concertante werken, zijn de melodische structuren, obsessieve ritmes, voortdurende maatwisselingen en sfeerveranderingen van deze drie richtingen duidelijk waarneembaar. Daarnaast is invloed te horen van Carl Orff, maar ook van Béla Bartók en Francis Poulenc.
Kenmerkend voor de muziek en de stijl van Brubeck zijn dan ook: 
- Het gebruik van de scherpe dissonanten zoals het groot septiem en de kleine none (octaaf plus een kleine secunde) en de daarmee samenhangende groot septiem- en noneakkoorden (bijvoorbeeld c-e-g-b-des/d) en de overmatige kwart (c-fis), tritonus.  Het ballet Points on Jazz bijvoorbeeld is gebaseerd op de grote septiem en "Blue Rondo a la Turk" begint in de eerste maat met een F groot septiemakkoord,[14] "Cantiga Nova Swing" met het subdominant, kleinakkoord op G (g-bes-d-f),[15] "Strange Meadow Lark" met het groot septiemakkoord op Es,[16] "Blue Shadows in the Street" begint met een grote septiem,[17] "Lamento" begint met een groot septiemakkoord op As.[18]
- Opeenvolging van gestapelde septiem- en noneakkoorden gecombineerd met complexe ritmische structuren zoals in bijvoorbeeld "Blue Rondo a la Turk",[19] de tweede improvisatie in "Cantiga Nova Swing",[20] De "Blues"[21] en de "Rag"[22] uit Points on Jazz,
- Veelvuldig gebruik van onregelmatige maatsoorten en maatwisselingen, zoals in "Blue Rondo à la Turk" 98 (2+2+2+3) met een continue wisseling tussen 98 en 44, "Castilian Drums" 54 (3+2),[23] "Waltz Limp", een wisseling tussen 24 en 34,[24] "Blue Shadows in the Street" 98 (3+3+3), de "Rag" van Points on Jazz staat in een 54-maatsoort terwijl de ragtime normaliter in een regelmatige maatsoort staat, 24 of 44, "It's a Raggy Waltz" 34, "Bluette" 34, "Far More Blue" 54, "Far More Drums" 54, "Unsquare Dance" 74 waarbij de bas op tellen 1, 3 en 5 speelt en de handenklap op 2, 4, 6 en 7 is, "40 Days" 54, "Worlds Fair" 134, "Unisphere" 104, "Eleven Four" 114 (5+3+3).
- Het gebruik van compositietechnieken, structuren en vormen uit de barok en de klassiek zoals in zijn oratoriums, zijn mis en zijn cantates. Ook in Points on Jazz komt een "Prelude", een "Fuga" een "Scherzo", een "Wals" en een "Koraal" voor.[25] Tijdens liveoptredens past Brubeck vaak polyfone interacties toe met overige leden van het combo, zoals in bijvoorbeeld "Broke Blues" van het album Blues Roots (1968) waarin Brubeck, geïnspireerd op het thema van de tweede fuga in c-mineur uit Das wohltemperierte Klavier deel 1 van J.S.Bach, contrapuntisch improviseert met Gerry Mulligan en het album The Duets (1975) van Brubeck met Desmond waar in elk nummer een polyfoon samenspel plaats vindt.

## Concertante muziek (selectie)
- 1946: Reminiscences of the Cattle County, een zesdelige suite voor piano geschreven tijdens zijn studietijd bij Milhaud.[26]
- 1961: Points on Jazz, een jazzballet voor twee piano's bestaande uit acht delen gebaseerd op het thema van het nummer "Thank You" uit 1958.
- 1963: Elementals voor symfonieorkest. Een concerto grosso voor jazzmusici en symfonieorkest van zestien minuten waarbij het aantal jazzmuzikanten kan variëren van een persoon tot een hele groep. Het akkoordschema voor de improvisaties van de jazzmuzikanten staat vast. De subtitel van Elementals is 'Concerto voor iedereen die zich een orkest kan permitteren' (lees: betalen).[27]
- 1968: The Light in the Wilderness: An Oratorio for Today. Het werk is een oratorium voor bariton, koor, orkest, piano, orgel, contrabas, drums en tabla met teksten van Dave en Iola Brubeck gebaseerd op teksten uit de bijbel. Het is een poging van Brubeck om uiting te geven aan de diepe betekenis van de woorden van Jezus. De wereldpremière werd gespeeld door het Cincinnati Symfonie orkest o.l.v. Erich Kunzel op 29 februari 1968.[28]
- 1969: The Gates of Justice, een cantate voor koor, fanfare, bas-bariton, tenor en jazzcombo gebaseerd op bijbel- en Hebreeuwse teksten met uitspraken van Martin Luther King en liedteksten van Iola Brubeck. De wereldpremière was op 17 oktober 1969 in Miami, Florida. Het is een poging van Brubeck om Joodse- en zwarte Amerikanen dichter bij elkaar te brengen.[29]
- 1971: Truth is Fallen, een cantate voor koor, orkest, sopraan, jazzcombo en rockband. De wereldpremière werd gespeeld door het Midland Symphony Orchestra en het koor van de Midland Music Society o.l.v. Don Th. Jaeger op 1 mei 1971 in Midland, Michigan. Het werk is opgedragen aan de studenten die tijdens de onlusten op Kent State University zijn omgekomen op 4 mei 1970 en alle andere onschuldige slachtoffers die tijdens gevechten tussen onderdrukkers en rebellen zijn omgekomen. De teksten, van Iola en Christopher Brubeck (zoon van Brubeck), zijn gebaseerd op bijbel teksten.[30]
- 1976: Glances, een jazzballet bestaande uit vier delen voor ensemble. De orkestratie is van Darius Brubeck.[26]
- 1976: They All Sang Yankee Doodle, voor symfonieorkest. Het werk is opgedragen aan Charles Ives en was een opdracht van het New Haven Symphony Orchestra ter gelegenheid van het 200-jarig bestaan van de VS. Brubeck schreef een versie voor twee piano's en een voor piano solo.[26]
- 1989: Canticles, een driedelig werk voor koor en orkest met Latijnse teksten van Iola Brubeck. Het werk is geschreven in opdracht van dominee Ronald Brassard ter herinnering aan zijn zus. De Canticles ging in première op 8 december 1989 in de Conception Church in Cranston, Rhode Island.[31]
- 1991: Joy in the Morning, een cantate voor koor en orkest gebaseerd op psalm 30. Brubeck schreef de cantate naar aanleiding van een geslaagde hartoperatie. De première was zomer 1991 en werd uitgevoerd door het Hartford Symphony Orchestra en Hartford Chorale.[4]
- 1994: Quintet Sonata for "An die Musik" (geïnspireerd op J.S.Bach) voor viool, altviool, cello, hobo en piano. De inspiratiebron voor het werk is de Chromatische Fantasie van Bach.[32]
- 1995: To Hope! a celebration, een mis in de Latijnse ritus voor sopraan, tenor, bas-bariton, koor, orkest en jazzcombo was een opdracht van Ed Murray, hoofdredacteur van het katholieke tijdschrift Our Sunday Visitor. Brubeck, niet op de hoogte met de onderdelen van een heilige mis, weigerde aanvankelijk maar zwichtte uiteindelijk voor Murray. De première was 12 juni 1995 in de National Cathedral te Washington.[33]
- 1997: Nocturnes, een serie van 26 nummers van het Dave Brubeck Quartet door Brubeck herschreven voor pianosolo op een eenvoudige manier in een langzaam tempo.
- 2006: The Commandments, voor gemengd koor a capella.
- 2004: Diverse stukken voor piano, waaronder: Chromatic Fantasy Sonata, Tritonis, The Salmon Strikes (opgedragen aan pianist John Salmon) en Rising Sun.

Verder zijn van de hand van Brubeck nog verschenen: Een paas oratorium "Beloved Son",  een kerstcantate "La Fiesta De La Posada" en een koraal met fuga "Upon This Rock", geschreven in 1987 ter gelegenheid van het bezoek van paus Johannes Paulus II aan San Francisco.

## Brubeck en de critici
Brubeck en critici is geen geslaagde combinatie. In de jaren vijftig en zestig van de 20e eeuw toen Brubeck erg populair was bij het grote publiek, waren critici vaak negatief.
Erik van den Berg schrijft in de Volkskrant van 21 april 2000: "Wie kennis neemt van de processen-verbaal die de pers door de jaren heen over de pianist heeft opgesteld, wrijft zich de ogen uit: zoveel afkeer en misprijzen, zoveel onverbloemde haat, is maar weinig zwarte schapen in de jazzhistorie ten deel gevallen". Van den Berg haalt in zijn artikel ook eerdere, veelal negatieve, uitlatingen van critici en jazzhistorici aan: "De Linie schrijft over 'Take Five' in 1960 als 'een gepijnigd stuk, onderworpen aan een sadistische 54 maatsoort'." Frank Visser schrijft in 1967 in het blad De Jazzwereld: "Daar waren ze weer, de welgestelde Californische veertigers, die kennelijk het devies 'never change a winning team' in het blazoen voeren, aangevoerd door verkoopleider Dave Brubeck, die nootjes maakt, oneindig veel lieve, beschaafde jazzy nootjes, zo precies op hun Music College-plaats, dat het principiële doel van muziek maken met voeten wordt getreden." In 1968 heeft Simon Korteweg het in De Jazzwereld over "Vier vermoeide lopendebandwerkers, voorbewerkt materiaal en geheel geautomatiseerd spel". Eind 1968 heeft Pé Hawinkels het naar aanleiding van een concert in De Doelen over "Grijzende slapen, gepolitoerde melodische trucjes en smakeloosheden, gemanicuurde melodieën waarvan de herkomst trouwens niet helemaal safe is, misselijke harmonieën die maken dat ik Louitje van Dijk naast deze eigenheimer een komeet acht, hebben mij verhinderd objectief naar dit zoetgevooisde manspersoon te luisteren". Pierre Courbois sabelt de live-elpee Brubeck in Berlin helemaal af ("Ik vind hem walgelijk"), terwijl De Penguin Guide dezelfde plaat in 1998 betitelt als: "een van meest legendarische concerten uit die periode met een spontane en charmante Dave Brubeck en Gerry Mulligan in topvorm". Gene Lees, een bekend en gelouterd jazzcriticus, schrijft in zijn boek Jazz, Black and White over wie het nu bij het rechte eind had, het publiek of de critici: "The public was right, the critics were wrong."
Brubeck zelf heeft zich nooit druk gemaakt om negatieve recensies. Na zijn optreden op het North Sea Jazz Festival 1979 vroeg Pim Jacobs hem daar naar. Brubeck antwoordde dat Bernstein hem onlangs gezegd had dat er nog nooit een standbeeld voor een criticus was opgericht.
In zijn necrologie naar aanleiding van het overlijden van Brubeck op 5 december 2012 schrijft Tim Sprangers in de Volkskrant: "Zijn speeltuin van maatsoorten en klassieke harmonieën kenmerkte zich tot op het laatst door een aantrekkelijk houterige spontaniteit. Vooral omdat Brubeck het nooit al te moeilijk en intellectueel liet klinken. Dat maakt zijn muziek toch tijdloos. Want daarover geen twijfel: over honderd jaar raken we nog steeds in vervoering van 'Take Five'."

## Onderscheidingen
- In 1987 de Arts Award van de staat Connecticut.
- In 1994 de National Medal of Arts van de National Endowment for the Arts.
- In 1994 een eredoctoraat van de Universiteit van Duisburg.[36]
- In 1994 de onderscheiding Hall of Fame van het Amerikaanse jazztijdschrift DownBeat.
- In 1996 de Grammy Lifetime Achievement Award, een onderscheiding van de National Academy of Recording Arts and Sciences.
- In 2003 een ereplaats op de American Classical Music Hall of Fame.[36]
- In 2004 een eredoctoraat van de Universiteit van Fribourg in Zwitserland.
- In 2006 de Laetare Medal van de Universiteit van Notre Dame in St. Joseph County.
- In 2006 een Artist Award van de Universiteit van Michigan, VS.
- In 2007 de Jazz Lifetime Achievement Award van de BBC.
- Op 8 april 2008 onderscheidde de Amerikaanse minister van Buitenlandse Zaken Condoleezza Rice Brubeck met een "Benjamin Franklin Award for Public Diplomacy".[37]
- Op 28 mei 2008 kondigde de gouverneur van Californië Arnold Schwarzenegger en first lady Maria Shriver aan dat Brubeck zou worden opgenomen in de California Hall of Fame, gelegen in het California Museum for History, Women and the Arts.[38]
- Op 18 oktober 2008 een eredoctoraat in de muziek van de prestigieuze Eastman School of Music in Rochester, New York.
- In september 2009 heeft het John F. Kennedy Center for the Performing Arts Brubeck aangekondigd als een Kennedy Center Honoree. De onderscheiding werd uitgereikt door president Barack Obama tijdens het Kennedy Center Honours Gala op zondag 6 december (Brubecks 89ste verjaardag).
- Op 20 september 2009 een eredoctoraat in de muziek van Berklee College of Music, uitgereikt op het Monterey Jazz Festival.[39]
- Op 16 mei 2010 een eredoctoraat in de muziek van de George Washington-universiteit in Washington. De ceremonie vond plaats in de National Mall.[40]
- Op 5 juli 2010 de Miles Davis Award op het Festival International de Jazz de Montréal, Canada.[41]

## Dave Brubeck Quartet Studioalbums (klassieke kwartet)
| jaar             | album                                 | label            | musici                                                                                  | bijzonderheden                                                                                                  |
| 1958 maart       | In Europe                             | Columbia CL 1168 | Dave Brubeck (piano); Paul Desmond (altsax); Eugene Wright (bas) en Joe Morello (drums) | |
| 1959 april       | Gone With the Wind                    | Columbia CL 1347 | Dave Brubeck (piano); Paul Desmond (altsax); Eugene Wright (bas) en Joe Morello (drums) | |
| 1959 juni-aug    | Time Out                              | Columbia CL 1397 | Dave Brubeck (piano); Paul Desmond (altsax); Eugene Wright (bas) en Joe Morello (drums) | Legendarische album met het nummer "Take Five" van Desmond.                                                     |
| 1959 sept        | Southern Scene                        | Columbia CL 1439 | Dave Brubeck (piano); Paul Desmond (altsax); Eugene Wright (bas) en Joe Morello (drums) | |
| 1960 jan+febr    | Brubeck Plays Bernstein Plays Brubeck | Columbia CL 1466 | Dave Brubeck (piano); Paul Desmond (altsax); Eugene Wright (bas) en Joe Morello (drums) | Nummers uit West Side Story van Leonard Bernstein en Dialogues for Jazz Combo and Orchestra van Howard Brubeck. |
| 1960 juni        | Jazz Impressions of Japan             | Columbia CL 2212 | Dave Brubeck (piano); Paul Desmond (altsax); Eugene Wright (bas) en Joe Morello (drums) | |
| 1961 mei         | Countdown – Time in Outer Space       | Columbia CL 1775 | Dave Brubeck (piano); Paul Desmond (altsax); Eugene Wright (bas) en Joe Morello (drums) | Opgedragen aan de Amerikaanse astronaut John Glenn.                                                             |
| 1961 mei         | Time Further Out                      | Columbia CL 1690 | Dave Brubeck (piano); Paul Desmond (altsax); Eugene Wright (bas) en Joe Morello (drums) | Opvolger van Time Out. Verschillende onregelmatige maatsoorten.                                                 |
| 1962 jan+juli    | Bossa Nova U.S.A.                     | Columbia CL 1998 | Dave Brubeck (piano); Paul Desmond (altsax); Eugene Wright (bas) en Joe Morello (drums) | |
| 1962 juli        | Angel Eyes                            | Columbia CL 2348 | Dave Brubeck (piano); Paul Desmond (altsax); Eugene Wright (bas) en Joe Morello (drums) | |
| 1962 juli-okt    | My Favorite Things                    | Columbia CL 2437 | Dave Brubeck (piano); Paul Desmond (altsax); Eugene Wright (bas) en Joe Morello (drums) | |
| 1963             | Time Changes                          | Columbia CL 2127 | Dave Brubeck (piano); Paul Desmond (altsax); Eugene Wright (bas) en Joe Morello (drums) | Opvolger van Time Further Out. Studio-orkest o.l.v. Rayburn Wright. Opgenomen in oktober, november en december. |
| 1964 juni-aug    | Jazz Impressions of New York          | Columbia CL 2275 | Dave Brubeck (piano); Paul Desmond (altsax); Eugene Wright (bas) en Joe Morello (drums) | |
| 1965 sept+okt    | Time In                               | Columbia CL 2512 | Dave Brubeck (piano); Paul Desmond (altsax); Eugene Wright (bas) en Joe Morello (drums) | Opvolger van Time Changes                                                                                       |
| 1965 dec+jan '66 | Anything Goes!                        | Columbia CL 2602 | Dave Brubeck (piano); Paul Desmond (altsax); Eugene Wright (bas) en Joe Morello (drums) | |
| 1976 maart       | 25th Anniversary Reunion              | Horizon 15       | Dave Brubeck (piano); Paul Desmond (altsax); Eugene Wright (bas) en Joe Morello (drums) | Laatste (live)studioalbum                                                                                       |

## Verzamelboxen
- Dave Brubeck Time Signatures: A Career Retrospective (1992), Sony Music Entertainment. CDX COL 495201 2. Een box bestaande uit vier compact discs die een overzicht geeft van het werk van Brubeck als jazzcomponist en pianist vanaf 1942 tot en met 1991.
- The Dave Brubeck Quartet; The Columbia Studio Albums Collection, 1955-1966. (2011), Sony Music Entertainment 886979388123. De box, bestaande uit 19 remaster cd's, heeft alle studioalbums van het DBQ, van Brubeck Time uit 1955 tot en met Anything Goes! uit 1966. De cd's zitten in de originele hoesjes zoals ze destijds zijn uitgebracht.

## Hitlijsten

### Singles
| Single met eventuele hitnotering(en) in de Nederlandse Top 40 | Datum van verschijnen | Datum van binnenkomst | Hoogste positie | Aantal weken | Opmerkingen                                            |
| ------------------------------------------------------------- | --------------------- | --------------------- | --------------- | ------------ | ------------------------------------------------------ |
| Take five                                                     | 1959                  | 27-12-1969            | 15              | 6            | als Dave Brubeck Quartet / Nr. 12 in de Single Top 100 |

### NPO Radio 2 Top 2000
| Nummer met noteringen in de NPO Radio 2 Top 2000 | '99 | '00 | '01 | '02 | '03 | '04 | '05 | '06 | '07 | '08 | '09 | '10 | '11 | '12 | '13 | '14 | '15 | '16  | '17 | '18  | '19  | '20  | '21  | '22  | '23  | '24  |
| ------------------------------------------------ | --- | --- | --- | --- | --- | --- | --- | --- | --- | --- | --- | --- | --- | --- | --- | --- | --- | ---- | --- | ---- | ---- | ---- | ---- | ---- | ---- | ---- |
| Take Five                                        | 279 | 621 | 741 | 526 | 392 | 485 | 602 | 586 | 604 | 537 | 577 | 724 | 734 | 529 | 506 | 550 | 829 | 1165 | 976 | 1224 | 1298 | 1235 | 1194 | 1346 | 1361 | 1464 |

1. ↑  Een vetgedrukt getal geeft de hoogste notering aan.